# Henk Welling
Hendrikus Cornelis (Henk) Welling (Roosendaal, 12 augustus 1916 – 11 juli 2002) was een Nederlands burgemeester.
Hij werd geboren als zoon van Hendrikus Cornelis Welling (1881-1956; conducteur) en Marie Nowee (1880-1968). Na het gymnasium ging H.C. Welling jr. in 1934 in zijn geboorteplaats werken bij een bijkantoor van de Rotterdamsche Bank. Het jaar erop ging hij in militaire dienst en vervolgens werd hij volontair bij de gemeente  Wouw. Na enige tijd werd hij daar ambtenaar en fungeerde onder andere als 'controleur der steunverleening'. Tijdens een deel van de Tweede Wereldoorlog was hij ondergedoken. Uiteindelijk bracht hij het bij de gemeente Wouw tot commies. Toen Elten in april 1949 bij Nederland kwam werd hij de secretaris van dat drostambt. Met de teruggave van Elten aan Duitsland op 1 augustus 1963 kwam zijn functie te vervallen. Welling werd toen hoofd van het in Zevenaar gevestigde afhandelingsbureau dat zich bezig hield met de afdoening van de financiële administratie van dat voormalig drostambt. In april 1964 volgde zijn benoeming tot burgemeester van Waspik wat hij tot zijn pensionering in september 1981 zou blijven. In 1980 werd Welling benoemd tot Ridder in de Orde van Oranje-Nassau.
Hij is begin 1943 getrouwd met J.P.C. Vriends en ze kregen meerdere kinderen. Midden 2002 overleed Welling op 85-jarige leeftijd.